# Área metropolitana de Terre Haute
El área metropolitana de Terre Haute o Área Estadística Metropolitana de Terre Haute, IN MSA como la denomina oficialmente la Oficina de Administración y Presupuesto, es un Área Estadística Metropolitana centrada en la ciudad de homónima, en el estado estadounidense de Indiana. El área metropolitana tiene una población de 172.425 habitantes según el Censo de 2010, convirtiéndola en la 233.º área metropolitana más poblada de los Estados Unidos.

## Composición
Los 4 condados del área metropolitana, junto con su población según los resultados de los últimos censos nacionales:
| Área geográfica | Censo 2010 | Censo 2000 | Censo 1990 | Censo 1980 | Censo 1970 | Censo 1960 | Censo 1950 |
| --------------- | ---------- | ---------- | ---------- | ---------- | ---------- | ---------- | ---------- |
| Terre Haute MSA | 172.425    | 170.943    | 130.812    | 176.583    | 175.143    | 108.458    | 105.160    |
| Clay            | 26.890     | 26.556     | 24.705     | 24.862     | 23.933     | 24.207¹    | 23.918¹    |
| Sullivan        | 21.475     | 21.751     | 18.993¹    | 21.107     | 19.889     | 21.721¹    | 23.667¹    |
| Vermillion      | 16.212     | 16.788     | 16.773¹    | 18.229     | 16.793     | 17.683¹    | 19.723¹    |
| Vigo            | 107.848    | 105.848    | 106.107    | 112.385    | 114.528    | 108.458    | 105.160    |

1. El condado no era parte del área metopolitana al momento de realizarse el censo. No se suma su población en el total de la misma.